# A Star-Crossed Wasteland
| Оценки критиков   | Оценки критиков |
| Источник          | Оценка          |
| ----------------- | --------------- |
| About.com         | [ 3 ]           |
| Allmusic          | [ 4 ]           |
| Alternative Press | [ 5 ]           |
| Boston Herald     | B+              |
| Metalholic        | (9.4/10)        |
| Pop Matters       | [ 8 ]           |
| Rock Sound        | [ 9 ]           |
| Sputnikmusic      | [ 10 ]          |

A Star-Crossed Wasteland — третий студийный альбом американской металкор-группы In This Moment, вышедший на лейбле Century Media Records в Европе 9 июля 2010 года, затем 12 июля альбом вышел в Великобритании, 13 июля — в США и 25 августа 2010 года — в Японии.
Это первый альбом, в записи которого не участвовал басист Джесси Лэндри; также это единственный альбом группы, в записи которого принял участие басист Кайл Конкиел, и последний альбом с участием основателей группы — ритм-гитариста Блейка Банзеля и барабанщика Джеффа Фабба.

## Об альбоме
Звучание A Star-Crossed Wasteland включает в себя элементы Beautiful Tragedy и The Dream, но с более мрачным и тяжёлым звучанием. Гитарист Крис Хоуворт описывал его так: «Мы пошли в гораздо более тяжёлом направлении на этом альбоме. Мы чувствуем, что это наш определяющий альбом. Просто правильное сочетание агрессии и мелодии».
Журнал Alternative Press назвал этот альбом одним из самых ожидаемых релизов 2010 года.

## Список композиций
| №   | Название                                              | Длительность |
| --- | ----------------------------------------------------- | ------------ |
| 1.  | «The Gun Show»                                        | 4:47         |
| 2.  | «Just Drive»                                          | 3:27         |
| 3.  | «The Promise (featuring Adrian Patrick of Otherwise)» | 4:28         |
| 4.  | «Standing Alone»                                      | 3:51         |
| 5.  | «A Star-Crossed Wasteland»                            | 4:31         |
| 6.  | «Blazin’»                                             | 4:21         |
| 7.  | «The Road»                                            | 4:04         |
| 8.  | «Iron Army»                                           | 3:27         |
| 9.  | «The Last Cowboy»                                     | 3:54         |
| 10. | «World In Flames»                                     | 5:21         |

Bonus Tracks
| №   | Название         | Длительность |
| --- | ---------------- | ------------ |
| 11. | «Band Interview» | 17:53        |

### Deluxe Version
| №   | Название                               | Длительность |
| --- | -------------------------------------- | ------------ |
| 11. | «Remember»                             | 4:23         |
| 12. | «A Star-Crossed Wasteland (Unplugged)» | 4:50         |

| №  | Название                                           | Длительность |
| -- | -------------------------------------------------- | ------------ |
| 1. | «Maria & Chris answer fan submitted questions»     | 27:19        |
| 2. | «World in Flames (Live Unplugged performance)»     | 5:02         |
| 3. | «In The Studio/Making of A Star-Crossed Wasteland» | 8:24         |
| 4. | «Getting ready and shopping with Maria on Melrose» | 4:30         |
| 5. | «Making of "The Gun Show" video»                   | 5:36         |